# Marina Foïs
Marina Fois (Boulogne-Billancourt, 21 de enero de 1970) es una actriz francesa. Es principalmente conocida por sus papeles de comedia en el cine y la televisión. Ha sido nominada cinco veces para recibir el Premio César y ganadora de los Globos de Cristal.

## Biografía

### Inicios
Nacida en el seno de una familia de origen ruso, egipcio judío, alemán e italiano, Marina Fois es hija de un psicólogo e investigador en física termo-nuclear. Recibe clases de teatro desde los 7 años.

### 1996-2001
En 1996, Marina Fois se unió a la Royal Imperial Green Rabbit Company, que más tarde se convirtió en el Robins des Bois. El grupo se compone de estudiantes de la Cours Florent clase de Isabelle Nanty, que también interpreta con ellos en la obra de Robin Hood, de Alexandre Dumas.
La compañía le ofrece interpretar diariamente en vivo en el canal Comédie, en The Big Emission durante dos años. En este período, Marina Fois es coautora de numerosas obras de teatro con Pierre-François, Martin-Laval y de diversos personajes. Continúan el año siguiente sus apariciones en Canal +.
En marzo de 2001, la actriz se dio a conocer el cine. Desde junio de 2001, Marina y la compañía se liberaron de sus obligaciones diarias para dedicarse cada vez más al cine. Entre ellos, Marina Fois se convierte en una de las actrices más activas, interpretando casi tres películas al año.

### El progreso en la comedia (2002-2006)
En 2002 formó parte del elenco de la exitosa comedia Asterix y Obelix: Mission Cleopatra, dirigida por Alain Chabat. También realiza otros pequeños papeles en la comedia de aventuras. Finalmente, es una de las tres actrices principales de la comedia de Claude Duty. En 2003, está contenta con una aparición en la comedia extravagante de Éric Lartigau.
En 2006, Marina Fois realiza un casting para la nueva comedia de Éric Lartigau, Un boleto para el espacio, y la comedia romántica Essaye-moi, para sus excompañeros Robin des Bois Pierre-François y Martin-Laval.

### 2006-presente
En 2024, ella aparece en la serie de acción Furias como Selma, una de las protagonistas, que ha sido renovada para una segunda temporada.

## Premios
Premios Goya
| Año  | Categoría                                  | Título    | Resultado |
| ---- | ------------------------------------------ | --------- | --------- |
| 2023 | Mejor interpretación femenina protagonista | As bestas | Nominada  |

Medallas del Círculo de Escritores Cinematográficos
| Año  | Categoría    | Título    | Resultado |
| ---- | ------------ | --------- | --------- |
| 2022 | Mejor actriz | As bestas | Ganadora  |